# Notre-Dame-du-Laus
Notre-Dame-du-Laus är en kommun i provinsen Québec i Kanada. Den ligger i regionen Laurentides, i den sydöstra delen av landet, 80 km norr om huvudstaden Ottawa.